# Randolph Alles

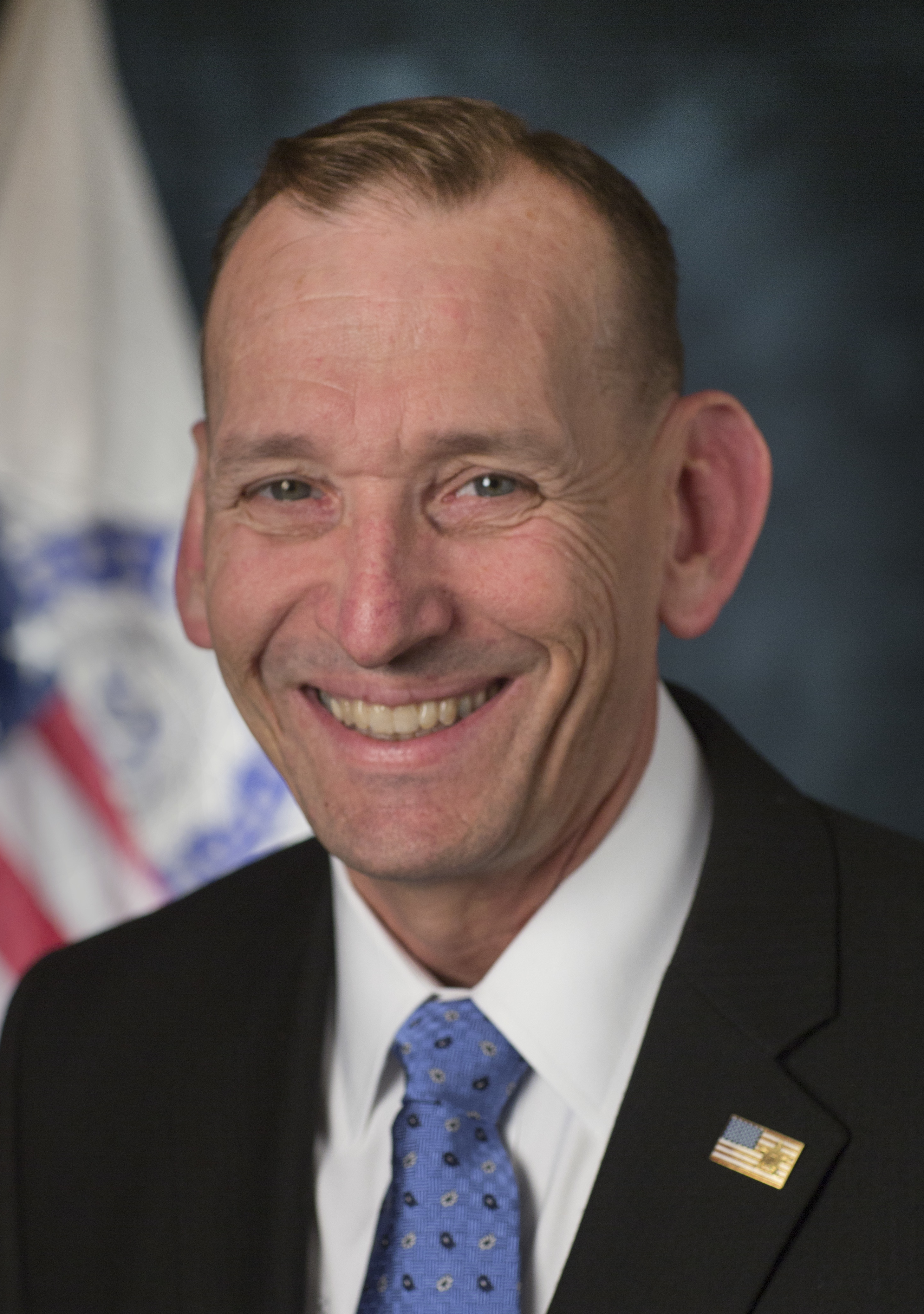
Randolph Alles (2017)

Randolph D. „Tex“ Alles (* 1954 in San Antonio) ist ein US-amerikanischer Regierungsbeamter. Ab dem 25. April 2017 war er als Nachfolger von Joseph Clancy der 25. Direktor des United States Secret Service (USSS). Zuvor war er stellvertretender Kommissar der Zoll- und Grenzschutzbehörde United States Customs and Border Protection.
Bis 2011 hatte er im United States Marine Corps gedient, wo er den Rang eines Generalmajors erreichte. Im August 2017 warnte er öffentlich, dass die sehr zahlreichen Reisen von Präsident Donald Trump und seiner Familie (die alle unter dem Schutz des Secret Service stattfinden) den Secret Service personell und finanziell überfordern könnten. Am 8. April 2019 gab die US-Regierungssprecherin Sarah Sanders ohne Angabe von Gründen bekannt, dass Alles in Kürze aus dem Amt scheiden werde. Sein Nachfolger wurde am 1. Mai 2019 James M. Murray. Alles wurde kurz darauf kommissarischer Staatssekretär für Management im Ministerium für Innere Sicherheit der Vereinigten Staaten (Under Secretary of Homeland Security for Management).